# Engelsviken
Engelsviken est une agglomération de la municipalité de Fredrikstad, dans le comté d'Østfold, en Norvège.

## Description
Depuis 2003, elle est considérée par Statistisk sentralbyrå comme faisant partie de la région du Grand Lervik. Avant son intégration à Fredrikstad elle faisait partie de l'ancienne municipalité d'Onsøy.
À l'ouest de l'agglomération se trouve l'île de Rauer et la réserve naturelle de Rauer.
Engelsviken est une ancienne communauté locale construite autour de l'industrie de la pêche. En été, le nombre d'habitants augmente fortement à Engelsviken car il y a de nombreux chalets et camping-cars dans la région. Environ 1 000 personnes vivent à Engelsviken.

## Galerie

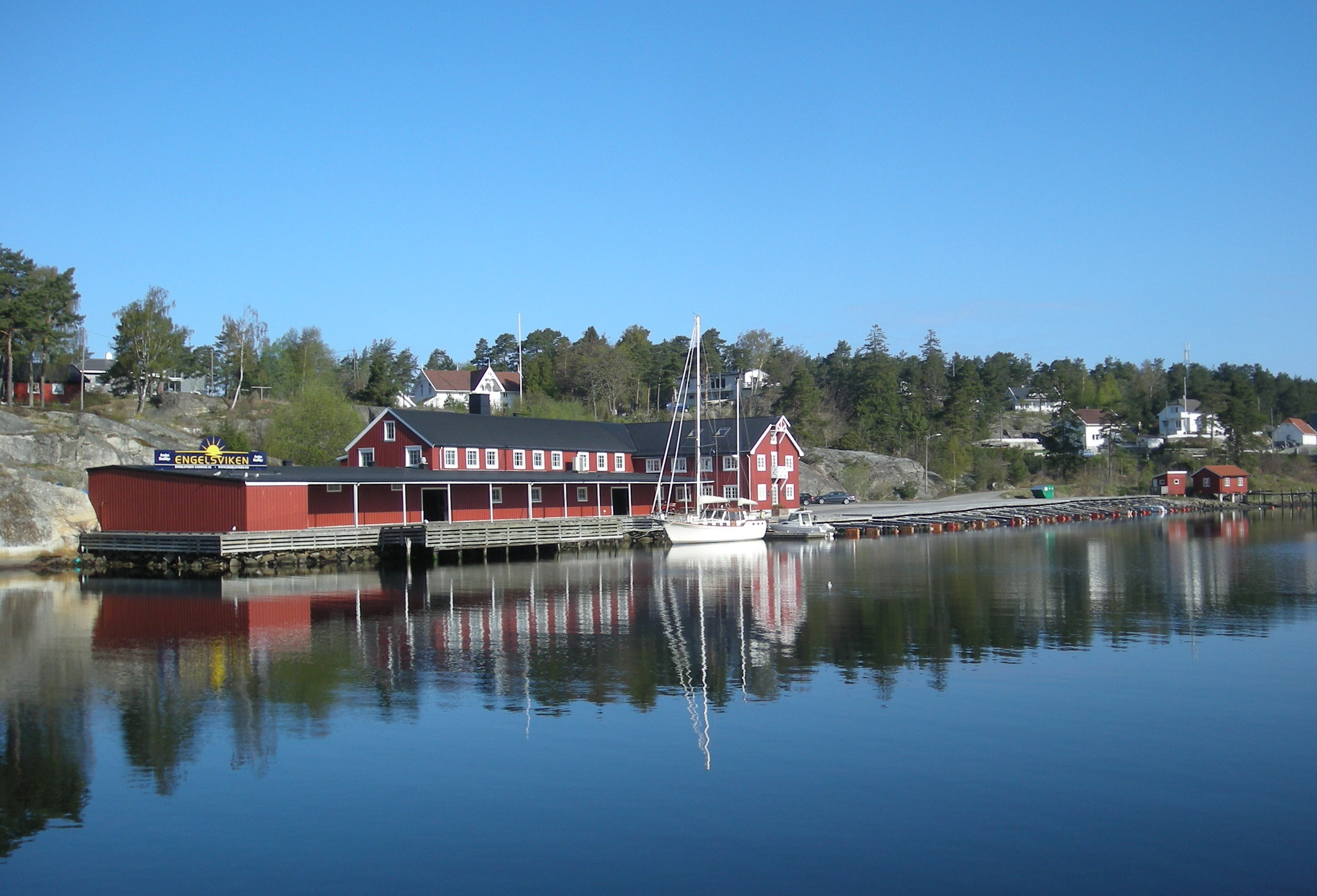
Engelsviken
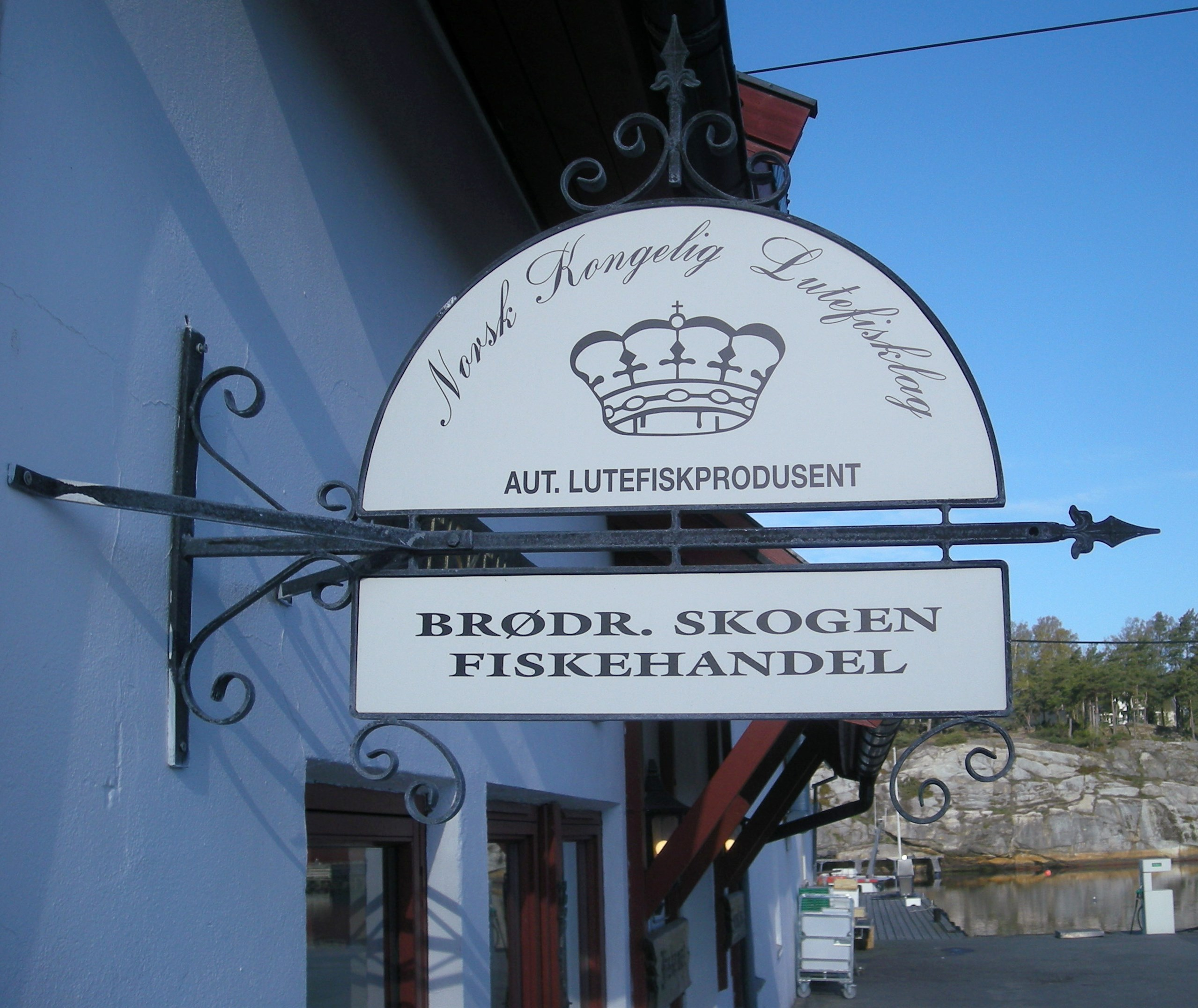
Enseigne de restaurant
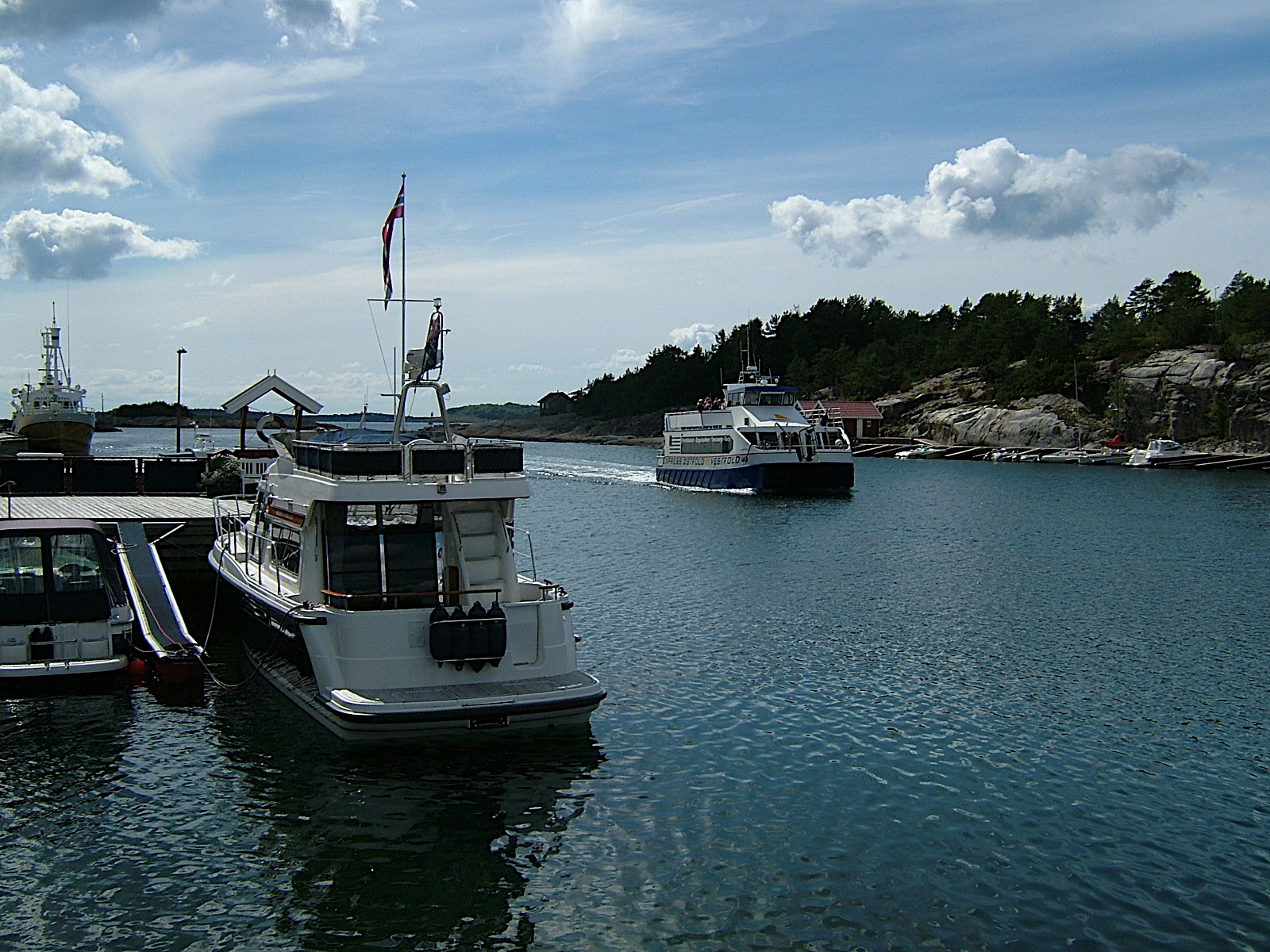
Embarcadère